# Pixel54
Pixel54 è un videogioco indie italiano pubblicato il 28 febbraio 2025 per Windows.
Il gioco è un platformer gratuito ambientato in un mondo virtuale fatto di pixel dove il protagonista, un soldato pixel, deve superare i livelli risolvendo enigmi, superando le sfide date dalla tipologia di gioco (come non cadere giù) ed evitando trappole e nemici.
Il giocatore ha a disposizione un sistema di shopping dove, tramite le monete raccolte, si possono acquistare power-up utili a superare in modo più agile i livelli proposti.
I livelli sono suddivisi in mondi. Ogni mondo rappresenta un colore e ciascun colore ha tre livelli. Per accedere al mondo successivo è necessario completare tutti i tre livelli del mondo precedente.

## Trama
Il gioco è ambientato in uno schermo CRT (come si può vedere nel filmato introduttivo del gioco) e vede come protagonista Pixel 54, un pixel soldato che viene incaricato dal Maggiore ZeroZero di infiltrarsi nei mondi nemici per poter recuperare i colori che sono stati sequestrati dal nemico, i Dead Pixels, un gruppo di pixel ribelli che sperano di poter cambiare, con le loro azioni, le sorti del loro mondo. I mondi dei Dead Pixels si presentano in stato di abbandono e degrado ma soprattutto rappresentano una continua minaccia per Pixel 54: i Dead Pixels si aspettavano un'azione militare da parte del governo e hanno dunque contornato i loro mondi con trappole ed enigmi che impediscono o rallentano il passaggio ai non addetti.

## Comparto tecnico
Pixel54 è stato sviluppato in GameMaker Studio 2. Pur essendo un platformer 2D la presenza di effetti e le dimensioni dei livelli possono rappresentare un problema per i computer più datati. Sul sito internet ufficiale viene consigliato di giocarci su un computer con VRAM di almeno 3 GB. Gli sprite di gioco sono stati realizzati con l'editor interno a GMS2, Photofiltre e Blender (per la modellazione 3D di elementi grafici poi renderizzati e inseriti nel mondo 2D).

## Colonna sonora
Pixel54 è caratterizzato da una colonna sonora originale realizzata dallo stesso sviluppatore. Ogni mondo presenta come sottofondo una musica ambient appositamente studiata per quello specifico colore. I toni sono spesso cupi e tristi. Alcune composizioni, tuttavia, sono esterne. L'intera colonna sonora originale è stata distribuita gratuitamente sul sito dello sviluppatore.

## Distribuzione
Il gioco è disponibile per il download gratuito (pubblicato globalmente essendo disponibile anche la lingua inglese all'interno del gioco) con possibili donazioni "name your price" sul sito itch.io.